# Günther Wendt (Maler)

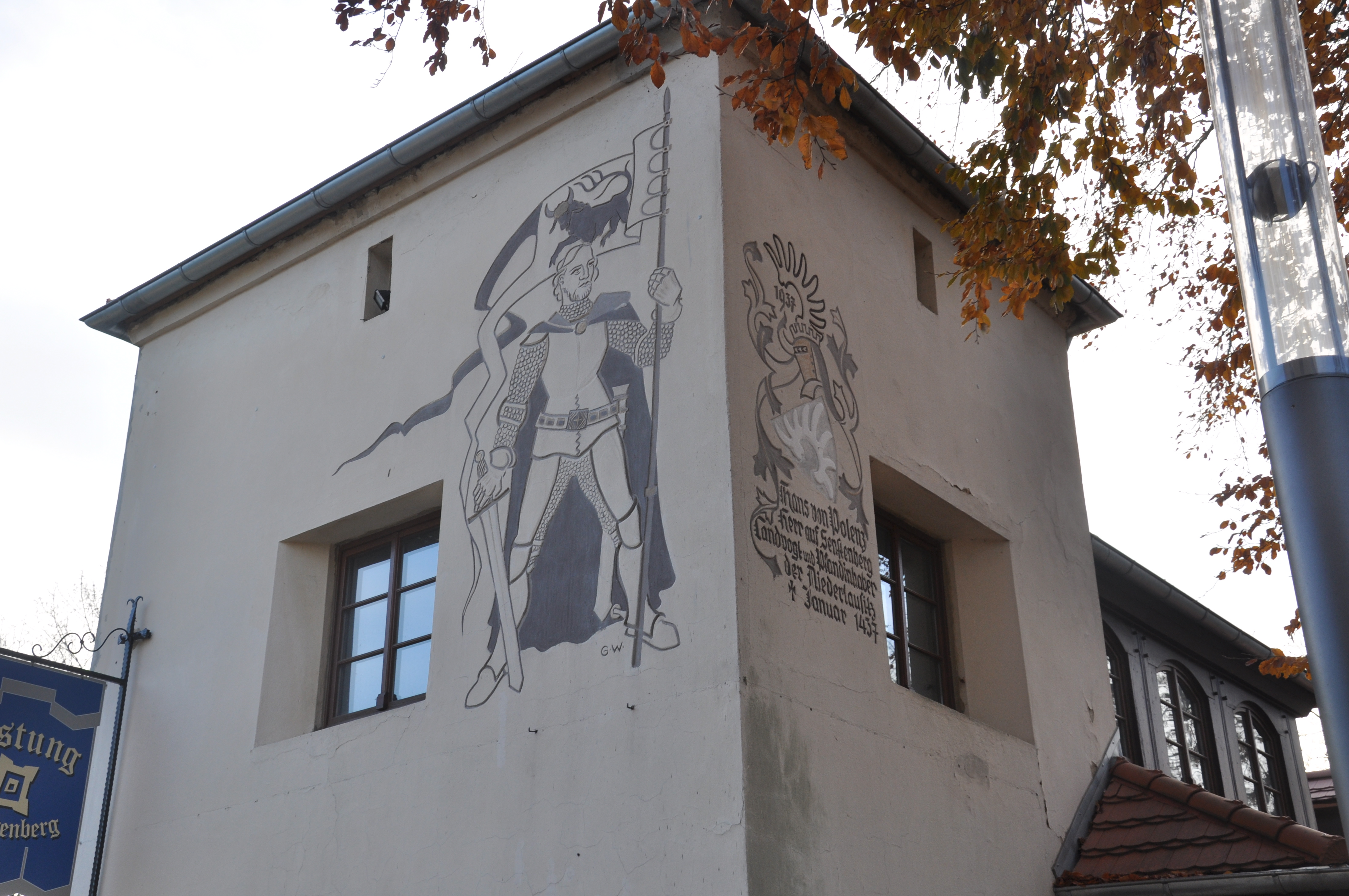
Hans von Polenz, Fantasieporträt mit einer gewissen Ähnlichkeit zum ausführenden Künstler Günther Wendt, 1937

Günther Wendt (* 20. Januar 1908 in Senftenberg; † 13. März 1971 ebenda) war ein deutscher Maler, Grafiker, Chronist und Museumsdirektor.

## Leben
Günther Wendt wuchs in einer gutbürgerlichen Handwerkerfamilie auf. Sein Vater Alfred Wendt hatte als Malermeister einen eigenen Betrieb und seine Mutter Margarethe war Musiklehrerin. Großvater Robert Wendt kam um 1871/1872 von der Oder nach Senftenberg, betätigte sich ebenfalls als Maler und gehörte zu den Mitbegründern des Senftenberger Heimatvereins.
Er erhielt eine vielseitige Ausbildung. Nach der gymnasialen Ausbildung bei den Franckeschen Stiftungen in Halle (Saale) absolvierte er in Prenzlau und Berlin eine Lehre, der sich an der Kunstgewerbe- und Handwerkerschule in Berlin-Charlottenburg ein Studium der Malerei anschloss. Wendt arbeitete seit 1932 erst als freischaffender Künstler und war dann Geschäftsführer im Malerbetrieb des Vaters bis zu seiner Einberufung 1940.
Während seines Studiums lernte er 1928 die aus Jekaterinburg stammende Kunststudentin Margo Pietschugin (1907–1978) kennen. Das Paar heiratete 1932 und lebte fortan in Senftenberg. Zwischen 1935 und 1943 wurden ihm vier Kinder geboren. Margo Wendt war nach dem Zweiten Weltkrieg anfangs für die Sowjetische Militäradministration als Dolmetscherin im Senftenberger Krankenhaus tätig, bis sie im April 1946 verhaftet und in die Sowjetunion deportiert wurde. Ihr wurde vorgeworfen, dass sie nach ihrem Studium nicht in ihre Heimat zurückgekommen sei. Nach 10 Jahren im Gulag durfte sie zu ihrer Familie zurückkehren.
Nach dem Krieg war Günther Wendt wieder in Senftenberg tätig und wurde Mitglied des Verbands Bildender Künstler der DDR. Dem Hobbyarchäologen und stadtgeschichtlich interessierten sowie handwerklich begabten Künstler wurde 1952 die Leitung des Senftenberger Stadt- und späteren Kreismuseums übertragen, das er bis zu seinem Tod 1971 fast 20 Jahre lang leitete. Noch Jahrzehnte nach ihrer musealen Gestaltung sind die zur Ur- und Frühgeschichte entstandenen Dioramen Bestandteil der Ausstellung des Museums. Daneben malte er Bühnenbilder für das Senftenberger Theater.

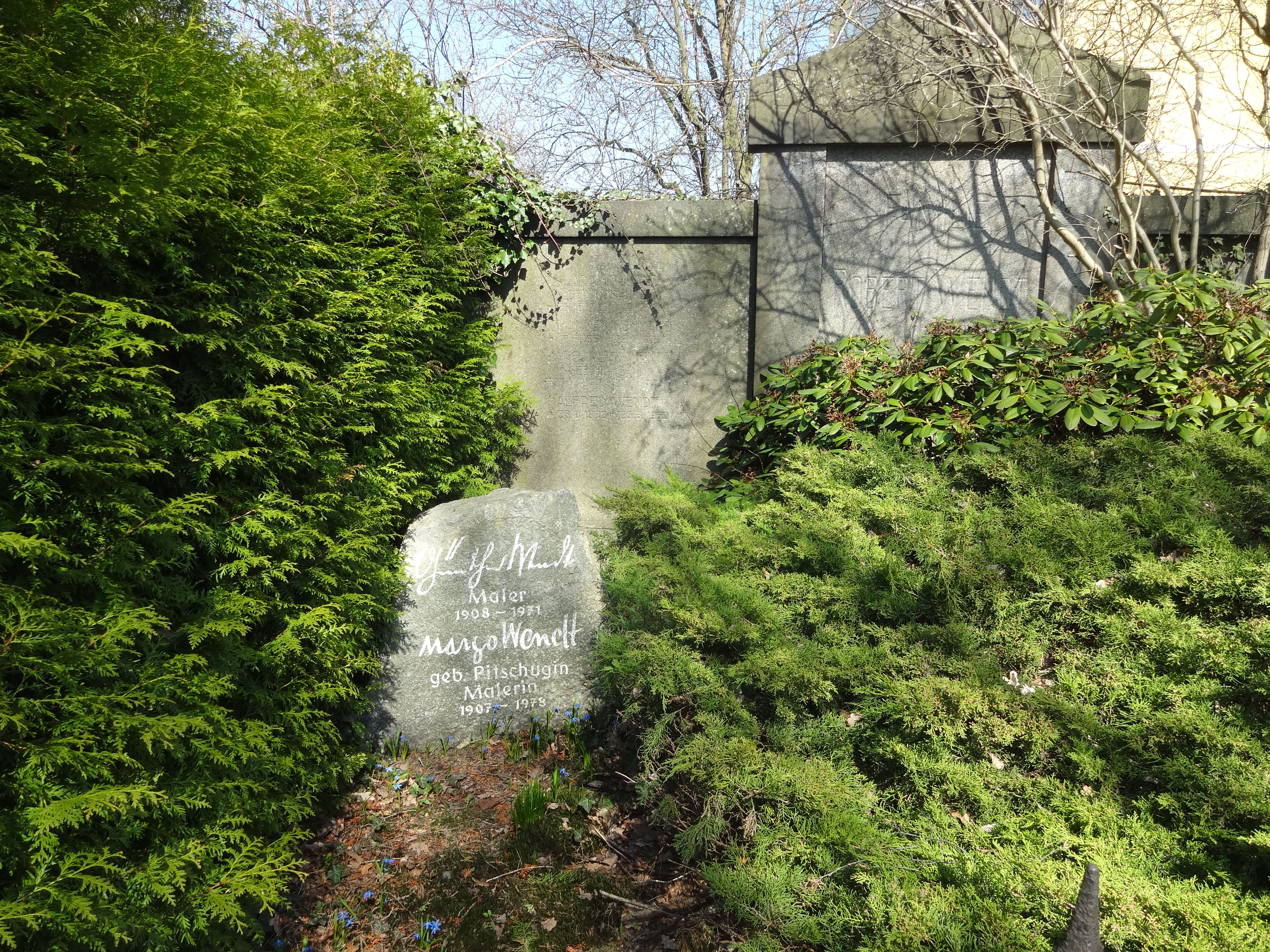
Grabstätte des Ehepaares

Das denkmalgeschützte Wohnhaus von Margo und Günther Wendt ist weiter im Familienbesitz und beherbergt verschiedene Werke des Künstlerehepaares. Das Grab des Ehepaars befindet sich auf dem Alten Friedhof in Senftenberg.

## Werk

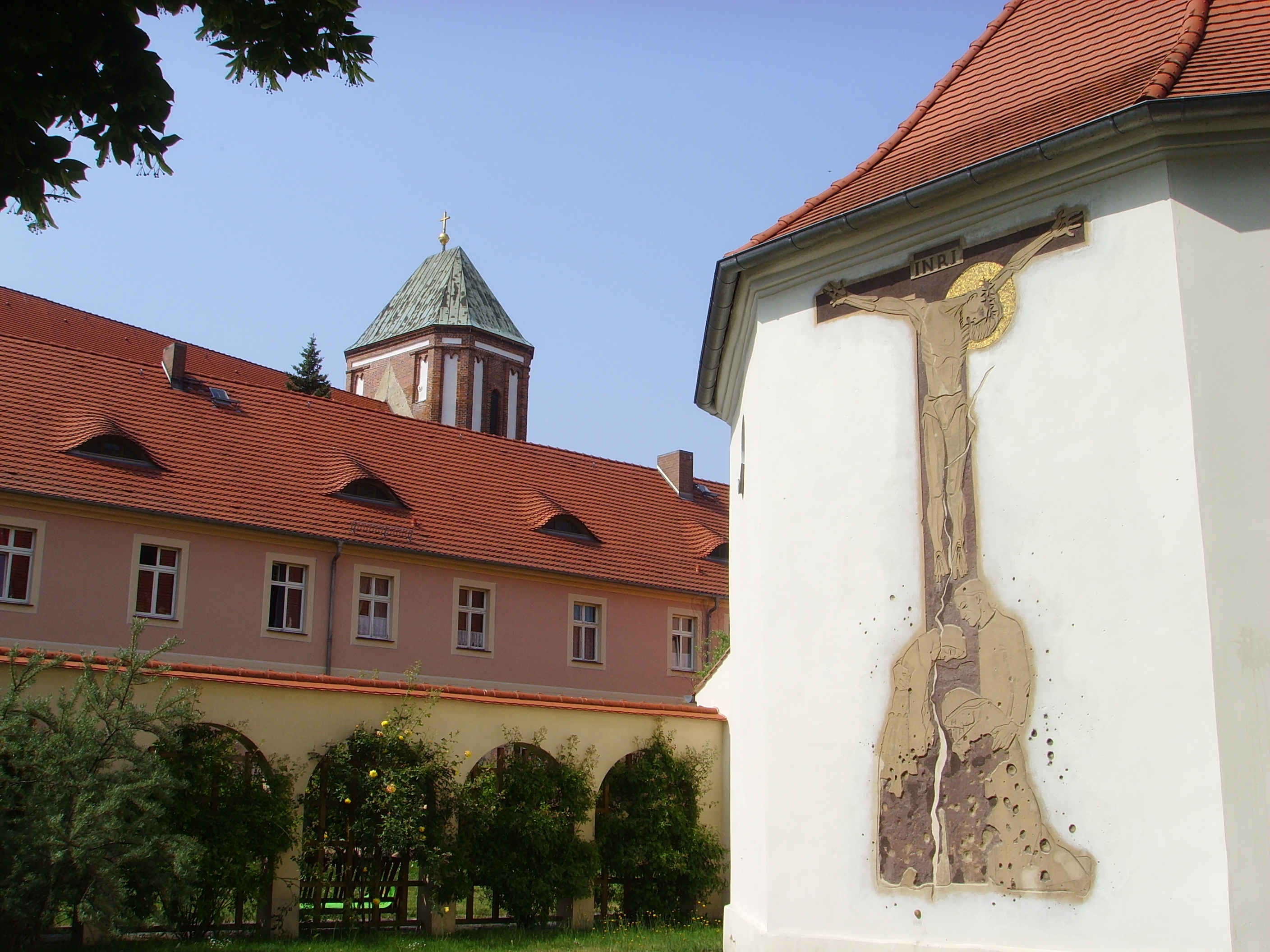
Jesus am Kreuz, Wendische Kirche, Senftenberg

Günther Wendt, der in seinen Gemälden immer wieder die Lausitz und ihre großen Veränderungen thematisierte, war bekannt als „ein Chronist der gewaltigen und gewaltsamen Veränderungen, die die Tagebaue für die Landschaft und die Menschen mit sich brachten.“ Bei den realistischen Darstellungen seiner Motive setzte er verschiedene Maltechniken ein. In seinem Gesamtwerk finden sich sehr viele Sgraffiti, so in Senftenberg, Lauchhammer, Cottbus, Hoyerswerda, Lübbenau und Rostock. Am 1936/1937 nach Plänen des Stadtbauinspektors Pfau errichteten Polenzhaus in Senftenberg schuf Wendt 1937 ein Sgraffito-Fantasieporträt des Hans von Polenz, das gewisse Ähnlichkeit mit dem Künstler aufweist. Anlässlich des 500. Todestages des früheren Besitzers von Senftenberg sollte mit diesem Bauwerk der Eingang zum Schloss Senftenberg aufgewertet werden. Es beherbergt die Galerie am Schloss Senftenberg.
- 1929: Kommet her zu mir alle, die ihr mühselig und beladen seid, Heilandskirche in Hörlitz – erstes Gemälde im öffentlichen Raum[11]
- 1934: Jesus am Kreuz, Sgraffito am Chor der Wendischen Kirche in Senftenberg
- bis 1938: Historische Ansicht von Senftenberg um 1580, Gemälde im Rathaus Senftenberg (wegen der Jahreszahl in den Siebziger Jahren als „Nazibild“ zur Zerstörung vorgesehen; gerettet)[6]
- 1953: Sgraffito zur Geschichte des Bergbaus zusammen mit Hubert Globisch, Senftenberger Campus der BTU Cottbus-Senftenberg
- 1959: Lausitzer Leben, ca. 7 Meter × 2,5 Meter großes denkmalgeschütztes Wandbild in Sgraffitotechnik im Treppenhaus einer Schule, heute Lessing-Gymnasium Hoyerswerda

### Tafelbilder (Auswahl)
- Neues Bauen (1952/53, Mischtechnik)[12][13]
- Maurerlehrling (um 1953, Mischtechnik)[14][13]
- Neue Wohnungen (Mischtechnik, 69 × 132 cm; auf der Vierten Deutschen Kunstausstellung)[15]
- Tagebau John Scheer (Mischtechnik, 63 × 97 cm; auf der Vierten Deutschen Kunstausstellung)
- Der Kohlezug (1969, Mischtechnik; auf der VII. Kunstausstellung der DDR)[16]

## Ausstellungen
- 1951/1952: Berlin, Museumsbau am Kupfergraben („Künstler schaffen für den Frieden“)
- 1958/1959 und 1972/1973: Dresden, Vierte Deutsche Kunstausstellung und VII. Kunstausstellung der DDR
- 1972: Cottbus, Bezirkskunstausstellung
- 1986: Cottbus, Staatliche Kunstsammlungen („Bekenntnis und Tat“)

### Postume Ausstellungen
- 1991: Schwarzheide, Galerie der BASF Schwarzheide
- 1997: Senftenberg, Galerie am Schloss („Günther Wendt und Margo Wendt – Malerei und Grafik aus der Kunstsammlung Lausitz“)
- 2008/2009: Cottbus, Vattenfall-Hauptverwaltung („Margo und Günther Wendt – Lebenslinien“)[6]
- 2013: Senftenberg, Deutsche Bank[5]